# SMS-Alert
SMS-Alert is een initiatief waarmee de Nederlandse politie met sms-berichten burgers kan inschakelen als de politie de hulp van de bevolking in een bepaald gebied kan gebruiken. Hieronder valt bijvoorbeeld het opsporen van verdachten, vermiste personen of het waarschuwen bij (milieu)rampen. Daarnaast wordt SMS-Alert ook gebruikt om preventieberichten te sturen zoals bijvoorbeeld het attenderen op kinderlokkers, inbrekers en oplichters aan de deur.
SMS-Alert heeft als kracht dat op plaatselijk niveau sms-berichten verstuurd kunnen worden. Een straal rond een incident wordt bepaald en deelnemers die binnen die straal wonen ontvangen een sms-bericht.
In juli 2004 is SMS-Alert als proef begonnen in de Tilburgse wijk Reeshof. Wijkagent Ad Koemans kwam op het idee van het sms-project nadat tijdens de zomervakantie van 2003 een klein kind aan de aandacht van de ouders ontsnapt was en er groot alarm werd geslagen. Hij bedacht dat je met een sms-bericht veel mensen in een keer kunt bereiken om uit te kijken naar het vermiste kind waardoor wellicht het kind eerder gevonden wordt.
De proef bleek een succes en eind 2006 was dan ook SMS-Alert in de hele politieregio Midden en West Brabant actief. Gaandeweg hebben steeds meer korpsen SMS-Alert ingevoerd. In 2011 was dit aantal gestegen naar 12 politieregio's.
Het project heeft een aantal prijzen gewonnen.

## Hein Roethofprijs
Het project heeft op 1 november 2004 een eervolle vermelding gekregen bij de uitreiking van de Hein Roethofprijs in Den Haag. De Hein Roethofprijs wordt jaarlijks uitgereikt door het Centrum van Criminaliteitspreventie.

## Mr. Gonsalvesprijs
In februari 2008 heeft SMS-Alert de Mr. Gonsalvesprijs gewonnen. De Mr. Gonsalvesprijs wordt, zo stelt de organisatie, uitgereikt aan een persoon of organisatie die van grote betekenis is voor de vernieuwing binnen de rechtshandhaving.
SMS-Alert verschilt van Burgernet in het feit dat eerstgenoemde zich beperkt tot het verzenden van sms'jes.
SMS-Alert werkt via gewone sms'jes waarvoor men zich moet aanmelden en maakt geen gebruik van de cell-broadcast-techniek.

## Beëindiging
SMS-Alert is sinds 2012 geheel van het toneel verdwenen. Alle functies van SMS-Alert zijn sindsdien overgenomen door Burgernet.